# Centre d'Estudis Monetaris i Financers
El Centre d'Estudis Monetaris i Financers, més conegut com a CEMFI, és una fundació creada pel Banc d'Espanya en 1987 que es va establir com a fundació independent en 1991. Està situat a Madrid, i el seu director és Rafael Repullo Sánchez, des de la seva creació.
Imparteix un programa de postgrau, que inclou un Màster en Economia i Finances i un Doctorat en Economia, d'alt nivell, destinat a formar a economistes seguint criteris d'excel·lència. Està especialitzat en anàlisi econòmica i finances. Tots dos són títols oficials emesos en col·laboració amb la Universitat Internacional Menéndez Pelayo (UIMP).
També duu a terme una Escola d'Economia i Finances, amb cursos curts per a professionals, que es realitzen a l'estiu des de 1997. A més, és important la seva activitat investigadora, realitzada pels professors i pels estudiants del doctorat.

## Professors permanents
- Rafael Repullo Sánchez, PhD LSE, Director
- Manuel Arellano, PhD LSE, Director del Programa de Doctorado
- Samuel Bentolila, PhD MIT
- Stéphane Bonhomme, PhD Université de Paris I
- Guillermo Caruana, PhD Boston University
- Gerard Llobet, PhD University of Rochester
- Claudio Michelacci, PhD LSE
- Pedro Mira, PhD University of Minnesota
- Josep Pijoan-Mas, PhD University College London
- Diego Puga, PhD London School of Economics
- Enrique Sentana Ibáñez, PhD LSE
- Javier Suárez, PhD LSE

## Professors no permanents
- Dante Amengual, PhD Princeton
- Rosario Crinò, PhD University of Milan
- David Dorn, PhD University of St. Gallen
- Mónica Martínez-Bravo, PhD MIT